# André Calcio-Gandino
André Calcio-Gandino (* 1943 in Fontaines) ist ein Schweizer Berufsoffizier (Divisionär).

## Leben
André Calcio-Gandino absolvierte nach der obligatorischen Schulzeit eine Handelsausbildung und begann anschliessend eine Lehre als Betriebssekretär PTT. In diesem Beruf arbeitete er zwei Jahre im Kanton Tessin. Auf dem zweiten Bildungsweg erwarb er 1969 die Matura und nahm anschliessend das Studium an der Universität Bern auf, das er 1973 als lic. iur. abschloss. Im selben Jahr trat er ins Instruktionskorps der Infanterie ein, wo er in verschiedenen Funktionen eingesetzt wurde. Im Jahr 1977 folgte ein kurzer Ausbildungsaufenthalt in Norwegen, 1979–1980 besuchte er einen Lehrgang in Fort Benning (USA). 1987–1988 kommandierte er die Panzerabwehr-Rekrutenschule in Drognens und 1989 die Infanterie-Offiziersschule in Chamblon.
Ab 1990 war er zugeteilter Stabsoffizier des Ausbildungschefs (heute Chef Heer), ab 1991 als Divisionär Unterstabsschef der Gruppe für Ausbildung (heute Heer). Seit 1. Januar 1996 Unterstabsschef Ausbildungsführung, wurde er per 1. Januar 1998 zum Stellvertreter des Chefs der Schweizer Armee ernannt. 1997 war er Ehrengast an der Landsgemeinde Glarus. 1998 absolvierte er eine Ausbildung am Defense Resources Management Institute in Monterey.
Am 26. Juli 2000 begleitete er Bundespräsident Adolf Ogi zum Besuch von US-Verteidigungsminister William Cohen in Washington, D.C. Dort besuchten sie unter anderem militärische Ausbildungseinrichtungen. Am 28. März 2001 hielt er eine Rede beim Treffen hoher Schweizer Armeeoffiziere mit dem Tessiner Grossen Rat in Bellinzona. Als Stellvertreter des Chefs Heer wurde er am 1. Juli 2001 Schweizer Verteidigungsattaché in den USA. Das Headquarters Department of the Army in Washington, D.C. verlieh Calcio-Gandino am 29. Dezember 2009 den Legion of Merit.